# Bombardeo de Guernica
El bombardeo de Guernica (Operación Rügen) fue un ataque aéreo realizado sobre población civil de esta localidad vasca el 26 de abril de 1937, en el transcurso de la guerra civil española, por parte de la Legión Cóndor alemana y la Aviación Legionaria italiana, que combatían en favor del bando sublevado contra el gobierno de la Segunda República Española. Las estimaciones de víctimas cifran los fallecidos en un rango que abarca de los ciento veinte a los trescientos muertos. Sin embargo, Xabier Irujo, codirector del Center for Basque Studies de la Universidad de Nevada y autor de un reciente estudio sobre el tema, ha elevado la cifra de muertos a alrededor de dos mil.

## Antecedentes
Guernica, símbolo de los fueros vascos, tenía antes del ataque una población de unos cinco mil habitantes, a las que habría que añadir un gran número de soldados, que se retiraban para preparar la defensa de Bilbao, y refugiados que huían del avance de las tropas franquistas. En ese momento no tenía ningún tipo de defensa antiaérea, aunque sí tenía tres fábricas de armas, una de ellas de bombas de aviación.
Dos días antes del ataque la emisora de radio del bando sublevado sita en Salamanca había emitido la siguiente advertencia:

Franco se dispone a propinar un fuerte golpe contra el que es inútil cualquier resistencia. ¡Vascos! Rendíos ahora y se os perdonará la vida.

La Legión Cóndor tenía como comandante al general Hugo Sperrle, siendo en esa fecha su jefe de Estado Mayor el teniente coronel Wolfram von Richthofen (primo del histórico aviador de la Primera Guerra Mundial Manfred von Richthofen, más conocido como el Barón Rojo), que ordenó, al parecer, el bombardeo y que en su diario personal admitía que en Guernica se había portado «muy maleducadamente». El grupo de bombardeo estaba formado por cuatro escuadrillas de Ju-52 y la escuadrilla VB 88 de bombardeo experimental, con Heinkel He 111, y Dornier Do 17. Los bombarderos fueron escoltados por cazas Heinkel He 51 de las escuadrillas de caza 1 y 3.J/ 88 y por los Me-109 del 2.J/ 88, escuadrilla que estaba bajo el mando del teniente Gunther Lützow. Cierto número de aviones de caza italianos participaron asimismo en la misión.

## El bombardeo
El primer ataque lo realizaron un Dornier Do 17 alemán y tres Savoia S-79 italianos que habían despegado de Soria a las tres y media de la tarde con la misión de bombardear la carretera y el puente al este de Guernica, para obstaculizar la retirada del ejército republicano. Las bombas de los S-79 cayeron en los alrededores del puente y la estación de ferrocarril, destruyendo varias viviendas, y las del Dornier Do-17 alcanzaron la iglesia de San Juan. A continuación intervinieron uno o tres, según las fuentes, bombarderos alemanes He-111. Todos ellos iban escoltados por cazas.

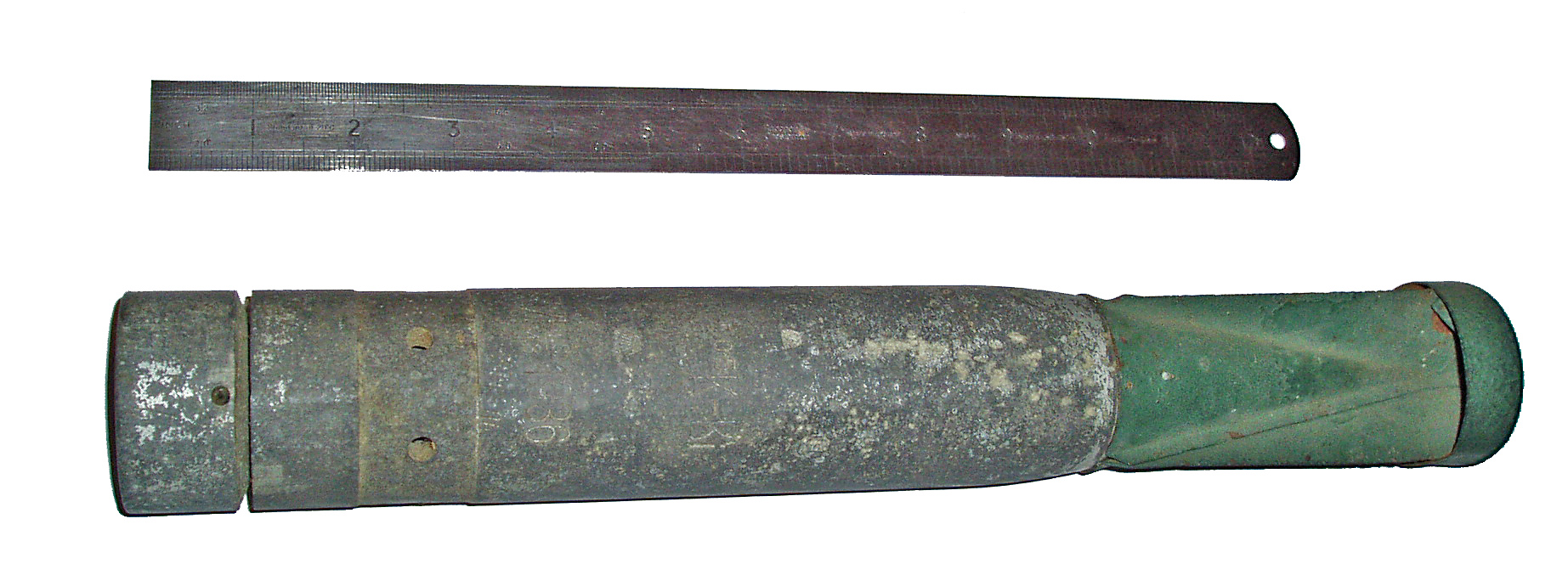
Bomba incendiaria de 1 kg de la Luftwaffe, 1936.

A las seis de la tarde fue cuando se produjo el bombardeo más intenso a cargo de diecinueve Ju-52 alemanes. Estos aviones descargaron tanto bombas explosivas como incendiarias, «una mezcla del todo innecesaria si el objetivo hubiese sido un puente», causando una gran destrucción. Las últimas acciones del ataque se produjeron entre las siete menos cuarto y las siete de la tarde. Cinco cazas Fiat y cinco Messerschmitt Bf-109 realizaron ametrallamientos tanto en el interior de la población como en los alrededores. Las alarmas de la villa comenzaron a sonar poco después de las cuatro de la tarde y dejaron de sonar hacia las siete y media. El sacerdote Alberto Onaindía resumió así lo que había sucedido en esas tres horas y media de bombardeos:

Habían sido aviones alemanes que fueron enviados sobre Guernica para hacer un ensayo de guerra totalitaria. Era el primer ejemplo de este género de lucha: primero unas bombas para alarmar a la población [la gente comenzó a abandonar las calles y a esconderse en abrigos, en sótanos y bajo cubierto], luego oleadas de bombarderos con explosivos seguidos de bombas incendiarias y, por último, aviones ligeros que ametrallaban a los desgraciados que pretendía huir para salvar sus vidas.

En una carta que dirigió al cardenal Isidro Gomá este mismo sacerdote le escribió lo siguiente:

Llego de Bilbao con el alma destrozada después de haber presenciado personalmente el horrendo crimen que se ha perpetrado contra la pacífica villa de Guernica, símbolo de las tradiciones seculares del pueblo vasco... tres horas de espanto y escenas dantescas. Niños y madres hundidos en las cunetas, madres que rezaban en alta voz, un pueblo creyente asesinado por criminales que no sienten el menor alarde de humanidad. Señor Cardenal, por dignidad, por honor al evangelio, por las entrañas de misericordia de Cristo no se puede cometer semejante crimen horrendo, inaudito, apocalíptico, dantesco. [...] Una ley eterna, la de Dios, impide matar, asesinar al inocente. Todo eso se pisoteó en Guernica. ¿Quién será el cruel personaje que en frío y en el gabinete de estudio ha planeado ese crimen espantoso de incendiar y matar a toda una población pacífica?

Aunque posteriormente se dijo que el objetivo de la operación era la simple voladura de un puente, el hecho real es que tanto el puente como una fábrica de armas, situada en las afueras de la población, resultaron intactos, siendo muy improbable que las bombas lanzadas a 3600 m de altura impactaran en un puente de 15 m y habida cuenta de que los aviones cargaban además bombas incendiarias. Sin embargo, el ataque fue devastador: los bombarderos lanzaron una gran cantidad de bombas medianas de 250 kg, ligeras de 50 kg y más de tres mil proyectiles incendiarios de aluminio de 1 kg sobre el casco urbano de la ciudad. Los cazas, entretanto, disparaban en vuelo rasante a las personas que huían del lugar.
La destrucción fue tan grande que provocó un intenso humo, por lo que los últimos bombarderos, al no poder ver los objetivos, descargaron las bombas a ciegas. El incendio provocado por el bombardeo no se pudo apagar hasta el día siguiente, en gran parte debido a la inexistencia de un parque de bomberos.[cita requerida]

## Posterior al bombardeo
El de Guernica no fue el primer bombardeo en alfombra para destruir una población civil ni el primer bombardeo contra civiles que habían llevado a cabo los aliados de los sublevados en Vizcaya, dado que un mes antes aviones italianos habían bombardeado Durango el 31 de marzo de ese mismo año en tres oleadas a lo largo de todo el día, causando unos 300 muertos.
Los primeros bombarderos aéreos se produjeron en cuanto el Gobierno republicano tuvo las primeras noticias de la sublevación en el Protectorado español de Marruecos, en la tarde del viernes 17 de julio, ordenó a la aviación y a la marina de guerra que bombardearan las posiciones de los rebeldes en el norte de África. Para realizar las acciones aéreas fueron rápidamente reconvertidos aviones comerciales Douglas DC-2 y Fokker F.VII que despegaron del aeródromo de Tablada (Sevilla) para realizar una serie de bombardeos los días 17 y 18 de julio sobre Melilla (donde fue alcanzado el cuartel de la Legión Extranjera), Ceuta, Larache y Tetuán. 
El primer bombardeo de este tipo por parte de los sublevados se había producido en noviembre de 1936 en Madrid, cuando se ordenó a la aviación alemana e italiana que bombardeara a la población civil con el objetivo de desmoralizarla y conseguir la rendición de la ciudad. En febrero de 1937, la misma Legión Cóndor había ametrallado una columna de refugiados civiles en la carretera entre Málaga y Almería causando cientos de víctimas. Asturias sufrió bombardeos de la aviación y marina sublevadas. Especialmente importante fue el bombardeo de Gijón del 14 de agosto de 1936, que causó cincuenta y tres muertos y cien heridos. Otro bombardeo importante sufrido por esta villa fue el del 26 de julio de 1937, realizado por la aviación Condor. Tampoco fue la última, puesto que en 1938 las ciudades de Barcelona, con los bombardeos de marzo y Alicante, con el bombardeo del 25 de mayo, fueron también los civiles los objetivos. La aviación republicana también bombardeó poblaciones bajo control de los sublevados como Oviedo, Zaragoza o Córdoba en agosto de 1936, donde el objetivo también fue la población civil y/o la población hospitalaria (ataque al Hospital Militar en el Bombardeo de Oviedo). Asimismo, en 1938 se produjeron otros bombardeos republicanos cuyas víctimas mayoritarias fueron la población civil como el bombardeo de Valladolid y el bombardeo de Cabra. Este último fue una acción realizada por tres bombarderos medios que bombardearon la plaza ocupada con puestos de mercado identificados por error como tiendas de un acuartelamiento de tropas italianas.
Se discute que Guernica fuera un objetivo militar vital en ese momento, como alegaron los agresores, con el fin de cortar la retirada y el aprovisionamiento a las tropas del Frente Popular en la campaña de Vizcaya. Ciertos autores como César Vidal sostienen que no se trató de un bombardeo continuado, sino que «se deseaba destruir la villa, aunque de manera selectiva» lo que se apoya en que algunas áreas no resultaron afectadas como la Casa de Juntas o la zona industrial.
La repercusión internacional que alcanzó este bombardeo, unido a su utilización propagandística, ha hecho que sea una masacre mundialmente conocida y considerada como un icono antibélico, la masacre de Guernica.
En un principio los sublevados atribuyeron la destrucción de la ciudad a los republicanos, como había sucedido en Éibar e Irún, pero pronto se reveló al mundo la realidad de los hechos debido a la presencia en Bilbao de varios periodistas ingleses de importancia como George Steer (The Times). El gobierno de Juan Negrín utilizó el bombardeo como insignia del antifascismo, adaptando Pablo Picasso uno de sus cuadros para la Exposición Internacional de París de 1937. Esta obra se convertiría en uno de los iconos más sobresalientes de la pintura del siglo XX y del antibelicismo.
En 1997 el entonces presidente de Alemania, Roman Herzog, en carta leída a los supervivientes del bombardeo por el embajador alemán en España con motivo del sexagésimo aniversario, pidió públicamente perdón por la manifiesta autoría alemana del bombardeo.

### Sistema de refugios y alerta
Como cualquier otro lunes del año, ese del 26 de abril de 1937 era día de mercado, pero la cantidad de gente que había en Guernica no se había incrementado debido a este hecho [cita requerida], ya que la feria fue prohibida antes del mediodía por el alcalde, ante la cercanía del frente y el temor del avance enemigo. El número de víctimas mortales, ciento veintiséis según las últimas estimaciones, estuvo influido por el sistema de refugios y de alerta que se había realizado en la villa.
El bombardeo de Ochandiano, al comienzo de la contienda, el 22 de julio de 1936, que causó alrededor de cuarenta muertos, muchos de ellos civiles, incluidos mujeres y niños, y cuyo objetivo según un periódico republicano de Bilbao había sido «sembrar el terror», provocó que se tomara la decisión de realizar un sistema de refugios para la población civil, que se aceleró tras conocerse el terrible bombardeo de Durango del 31 de marzo de 1937, que extendió el pánico en muchas poblaciones vascas. El proyecto se encargó al arquitecto municipal Castor Uriarte y al ingeniero Manuel Cabañes (madrileño que pasaba sus vacaciones en la villa). En el momento del bombardeo, en la villa existían, según el testimonio de Castor Uriarte, cinco refugios construidos por orden de las autoridades municipales. Uno de ellos se ubicó en los sótanos de la casa consistorial, otro en un edificio de la calle Santa María (aunque no estaba completamente terminado), un tercero en Pasealeku, y los dos últimos en el sótano de la casa Loizaga y en el patio del cuartel de los Forales. Aparte de estos refugios públicos había otros privados, al menos siete, en los sótanos de algunos chalés. Además, las instalaciones de las empresas Talleres de Guernica, Cuberterías Jypsa y Armas Astra, Unceta y Cía contaban con sus propios refugios antiaéreos. Los de Astra todavía están en pie y constan de una galería de 30 m en bóveda de cañón.
«En la construcción de los refugios habían participado vecinos del pueblo, y se habían utilizado diversos materiales, como troncos de pinos, sacos terreros y chapas de hierro. De los cinco refugios públicos, el de la calle de Santa María estaba en construcción, ya que le faltaban chapas de hierro, y era una trampa mortal en caso de que alguna bomba cayera sobre el mismo, lo que desgraciadamente ocurrió, ocasionando una gran mortandad [allí murieron cuarenta y cinco personas según el testimonio de Castor Uriarte]»
El sistema de defensa civil desarrollado por la Junta Municipal de Defensa de Guernica mantenía un sistema de señales de alerta. Este era un sistema visual y sonoro. Un vigilante en la cumbre del monte Cosnoaga avisaba de peligro mediante la exhibición de banderas rojas, estas banderas eran vistas por un segundo vigilante situado en el campanario de la iglesia de Santa María que tocaba a rebato y seguidamente todas las industrias que poseían sirenas hacían tocar las mismas.
Este sistema de alerta funcionó y salvó vidas, según el testimonio de Castro Uriarte:

En medio de la terrible destrucción que sufrió materialmente la villa foral, con muchísimos daños de todo orden, hubo suerte en lo que respecta a vidas humanas, porque el repique de campanas tras el aviso del vigía que estaba en la cima del monte Cosnoaga, y sobre todo porque el primer avión que vino y lanzó tres bombas, alejándose después, asustó a la gente, que se metió en los refugios o huyó del casco urbano, buscando refugio en los bosques cercanos o en las casas o caseríos más alejados, por lo que el número de víctimas fue mucho menor de lo que al principio se pensó.

## Consecuencias del ataque

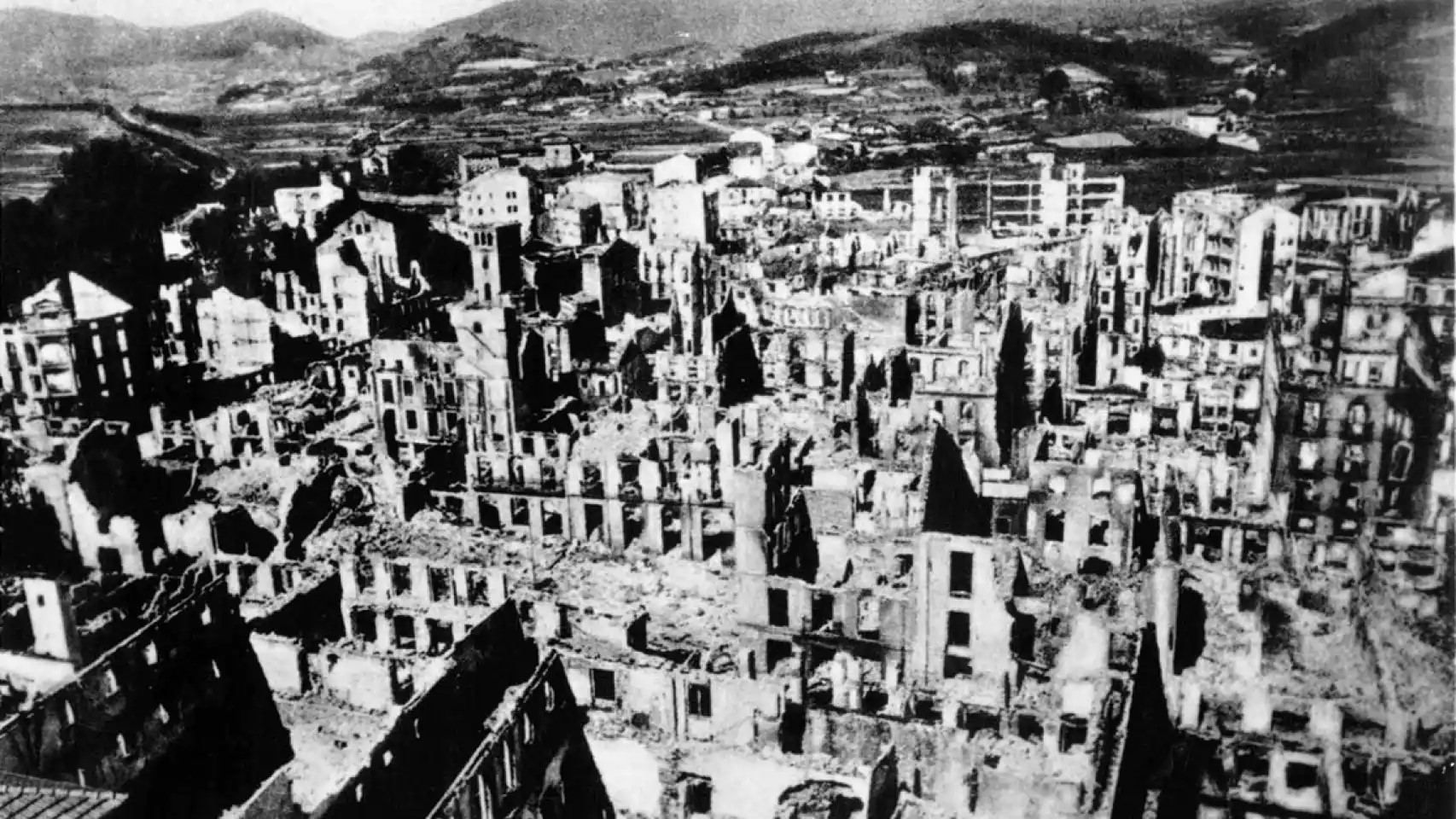
Vista aérea de Guernica tras el bombardeo

Nunca han llegado a saberse las cifras de víctimas ni existen datos fiables sobre el número exacto. El Gobierno vasco dio una cantidad oficial de víctimas de 1645 muertos y 889 heridos, que es el número citado en los folletos impresos en el extranjero y por la prensa internacional como algunos periódicos ingleses, aunque hoy se considera que este número está absolutamente hinchado. El historiador Hugh Thomas situó la cifra de víctimas entre 100 y 1600, estimando que la más probable sea de 1000 muertos. Sin embargo, los datos más actuales apuntan entre 250 y 300 muertos. Solé i Sabaté y Villaroya, basándose en las valoraciones de Cástor Uriarte, arquitecto municipal de Guernica y responsable del servicio contra incendios, afirman que la cifra de entre 250 y 300 muertos es la más cercana a la realidad de lo que ocurrió, lo que supone una cifra proporcionalmente elevadísima "ya que representa algo más del 5 por ciento de la población". Estos dos historiadores también señalan que no hubo más víctimas porque, después del primer bombardeo, la gente huyó al monte. Por su parte los historiadores de la asociación "Gernikazarra" Vicente del Palacio y José Ángel Etxaniz estiman que hubo 126 fallecidos. Sin embargo, Xabier Irujo, codirector del Center for Basque Studies de la Universidad de Nevada y autor de un reciente estudio sobre el tema, ha elevado la cifra de muertos a alrededor de 2000.
El 70 % de los edificios de la ciudad fueron totalmente destruidos por el incendio, que no se pudo apagar hasta el día siguiente, y el 20 % gravemente dañados (el arquitecto general de Regiones Devastadas contabilizó 271 edificios demolidos, lo que suponía el 74,4 % de los existentes en la villa de Guernica y el barrio de Rentería). El jefe del estado mayor de la Legión Cóndor Von Richthofen escribió lo siguiente tras su visita a Guernica:

Guernica, villa de 5000 habitantes, ha sido literalmente asolada. (...) Las bombas de 250 kilos derribaron buen número de casas y destruyeron las cañerías. Las bombas incendiarias tenían ahora tiempo para desplegar su eficacia. Las casas estaban construidas con cubiertas de teja, galerías de madera y entramado del mismo material, por lo que fueron completamente aniquiladas. (...) Aún se ven hoyos de bombas totalmente increíbles. (...) Así pues, solo un completo éxito técnico de nuestras bombas de 250 y de las EC.B.1.

Los lugares históricos vascos, la Casa de Juntas de Guernica (histórico lugar de reunión de las asambleas que regían Vizcaya y sede de su archivo histórico) y el anexo árbol de Guernica, símbolo ancestral del pueblo vasco, no fueron afectados por el bombardeo. El cercano puente que se afirmó luego era el objetivo, quedó intacto.
El 28 de abril, dos días después del bombardeo, las tropas sublevadas entraban en la villa foral, tomando el control de la misma y quemaron los archivos que hallaron en la iglesia de Santa María, imposibilitando el recuento final de fallecidos.
En aquel momento, el batallón carlista se dirigió a la Casa de Juntas donde rindió honores al árbol de Guernica, poniéndole una guardia de honor como símbolo de los fueros. Antes de que llegaran los requetés, sin embargo, ya se había montado una protección en torno a la Casa de Juntas y el árbol, a cargo de soldados marroquíes de Regulares de Tetuán n.º 1. Cumplían órdenes del general Emilio Mola, jefe del Ejército del Norte, indignado por el bombardeo y que había dado órdenes estrictas de proteger los símbolos forales. Los requetés, al mando del capitán navarro Jaime del Burgo, relevaron a los soldados de Regulares.[cita requerida]
El carlista Jaime del Burgo le preguntó horrorizado a un teniente del Estado Mayor del general Mola: «¿Era necesario hacer esto?». El teniente le contestó: «Esto hay que hacer con toda Vizcaya y con toda Cataluña».

## Motivaciones de la incursión

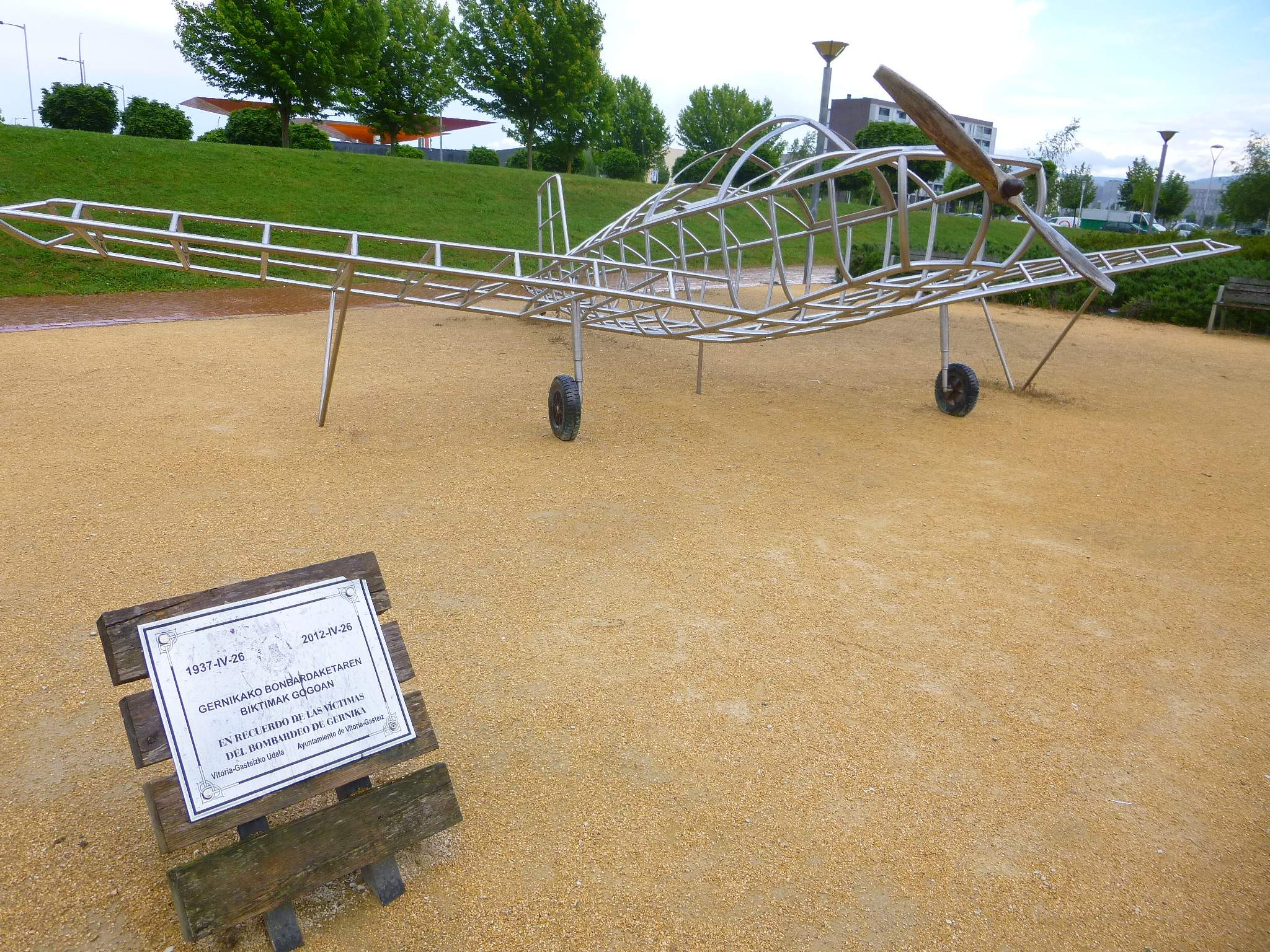
Memorial de las víctimas del Bombardeo de Guernica en el terreno del antiguo aeródromo de Salburua, en Vitoria, de donde partieron los aviones

Las motivaciones del ataque han sido objeto de polémica durante mucho tiempo, pero la mayoría de los historiadores que han investigado el tema defienden la tesis de que «la intención del bombardeo era destruir Guernica». Para apoyar esta afirmación aportan dos pruebas fundamentales. La primera es la combinación de bombas explosivas e incendiarias utilizadas en el bombardeo, cuya «única explicación posible» es que se pretendía destruir la ciudad. La segunda es que para derribar el puente de Guernica o impedir que el Ejército vasco pudiera retirarse, que fueron los dos objetivos alegados por los agresores, «no era necesario ametrallar a la población civil, movilizar aviones durante tres horas ni lanzar bombas incendiarias. Para más inri, el puente no fue alcanzado, y al terminar el bombardeo permanecía intacto».
Sin embargo, no existe un consenso tan claro en cuanto a la cuestión de «si el bombardeo fue exclusiva responsabilidad de los alemanes o si estos actuaron bajo la orden de Franco o, en su defecto, de [los generales] Mola o Vigón. Como no se ha encontrado ningún documento escrito, y difícilmente se encontrará, en el que Franco diera la orden, las opiniones de los historiadores se basan en distintos análisis y en cómo funcionaba la cadena de mando del Ejército franquista. Lo que es incuestionable, como demostró Vicente Talón hace más de treinta años, es que los alemanes efectuaron el bombardeo a petición de las tropas franquistas que estaban en primera línea».
 Así historiadores como Vicente Talón y Jesús María Salas Larrazábal se inclinan por atribuir la exclusividad del bombardeo a los alemanes, mientras que otros como Manuel Tuñón de Lara, Ángel Viñas o Herbert Southworth apuntan a Franco como máximo responsable. Una posición intermedia es la que mantiene el historiador alemán Klaus A. Maier:

La Legión Cóndor [tuvo] en una alta medida la responsabilidad de la destrucción de Guernica. La intención de los alemanes, a la que se sumaba una fuerte razón de prestigio nacional y personal (Von Richthofen), de proporcionar a los sublevados un triunfo rápido, tras el fracaso de Guadalajara para los italianos, llevó a una acción que en el norte se caracterizó por no guardar los alemanes consideración de ningún tipo. La responsabilidad global del mando supremo nacionalista de Salamanca, que incluso bajo estas circunstancias consintió en la actuación de la Legión Cóndor en el norte, sigue por consiguiente intacta.

Algunos autores sostienen que el motivo del ataque consistía en una maniobra testaruda de Wolfram von Richthofen, pues opinaba que el ataque a Bilbao debía pasar por esta villa en vez de hacerlo por Durango. Aparte de ello, Guernica constituía un centro clave de comunicaciones para las tropas republicanas. Existía también una discrepancia entre el mando alemán y el español sobre la dirección de las operaciones. Los alemanes preconizaban un avance más rápido, basado en la capacidad destructiva de la aviación, y estimaron que la destrucción del puente del barrio de Rentería de Guernica, el último antes de la ría, dejaría bloqueados en la ribera derecha el material pesado y los pertrechos de las fuerzas enemigas en retirada. El mando español, por el contrario, era más prudente en el avance por un terreno de orografía difícil y frente a un enemigo que nunca dejaron de respetar.[cita requerida]
El mando franquista quedó sorprendido, en un primer momento, ante la gravedad de la destrucción y consideró que no podía deberse, al menos en exclusiva, al ataque de la aviación. La realidad es que la mayor parte del daño fue causado por el incendio provocado por las bombas. Franco supo a los pocos días que los aviones italianos y alemanes eran los responsables del desastre, pero no quiso reconocerlo públicamente por suponer que ello molestaría a los alemanes, cuyo apoyo consideraba imprescindible para ganar la guerra.[cita requerida]
El Ejército alemán utilizó los efectos del bombardeo como arma política en la guerra fría que mantenía con Inglaterra, y les interesó que la prensa mundial exagerase los resultados.[cita requerida] Así, Guernica habría sido una especie de ensayo de lo que luego serían los bombardeos masivos de la Segunda Guerra Mundial. En los juicios de Núremberg, el entonces mariscal de la Luftwaffe, Hermann Goering, fue explícito respecto a la utilización del pueblo español en la Guerra Civil con esta finalidad: «España me dio una oportunidad de poner a prueba a mi joven fuerza aérea, así como para que mis hombres adquirieran experiencia»; preguntado por Guernica, el dirigente nazi respondió: «En efecto, fue una especie de blanco de prueba para la Luftwaffe. Es lamentable, pero no podíamos obrar de otra forma. En aquel momento, estas experiencias no podían efectuarse en otro lugar».
Se suele afirmar[cita requerida] también que el bombardeo fue una venganza por el linchamiento por parte de la población civil de Adolf Hermann, piloto de un bombardero, derribado en Bilbao en 1937.
También se ha afirmado que los bomberos de Bilbao llegaron muy tarde y apenas intervinieron por falta de operativos, lo que habría agravado los daños.
Según Solé i Sabaté y Villarroya: 

El bombardeo de Guernica consiguió sus objetivos finales. La táctica empezada en Durango y en otras muchas poblaciones vascas, de aumentar progresivamente el nivel de violencia, tuvo éxito. Entre la población civil la moral se había resquebrajado ostensiblemente, y la escasa resistencia ofrecida desde ese momento por Bilbao es una buena muestra de ello.
 Solé i Sabaté y Villarroya (2003, p. 92) 

## Otras consideraciones

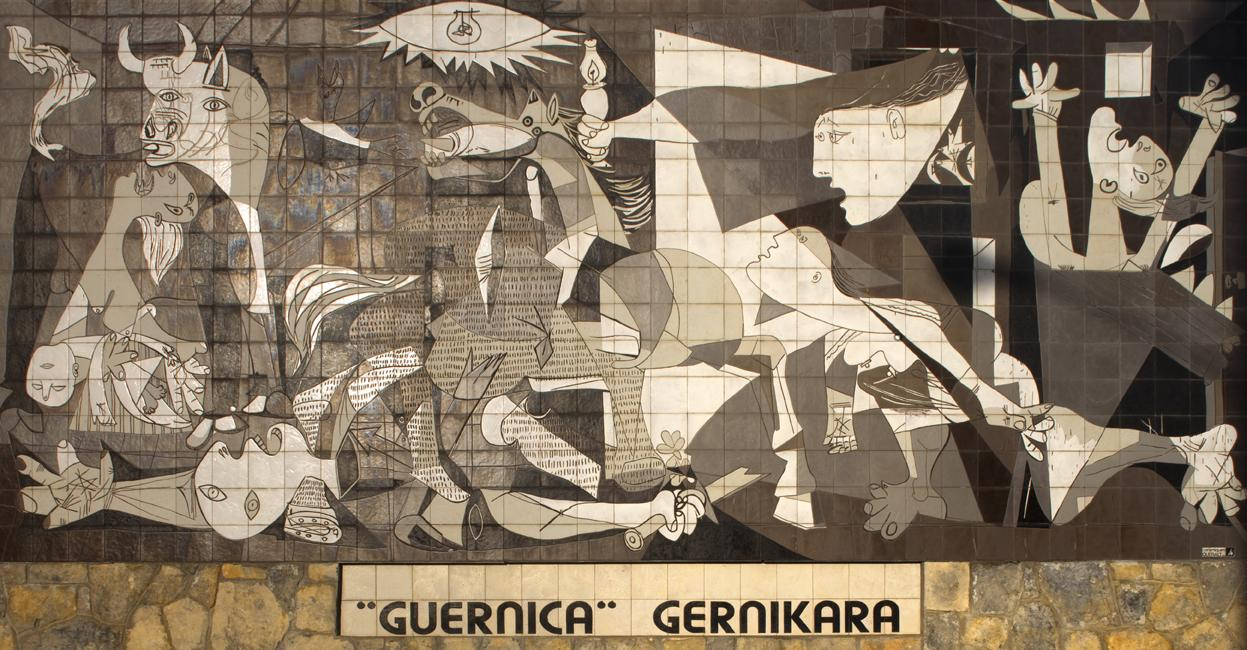
Mural situado en Guernica y Luno que reproduce el famoso cuadro pintado por Pablo Picasso. El texto inferior dice: «El Guernica a Guernica».

### La negación de la autoría por el bando franquista
Al día siguiente del bombardeo de Guernica el lendakari del Gobierno Vasco José Antonio Aguirre hizo pública una nota en la que denunciaba que los autores de la acción habían sido «los aviadores alemanes al servicio de los facciosos españoles». La nota decía:

Los aviadores alemanes al servicio de los facciosos españoles han bombardeado Guernica, incendiando la histórica villa, que tanta veneración tiene entre los vascos. Nos han querido herir en lo más sensible de nuestros sentimientos patrios, dejando una vez más de manifiesto lo que Euzkadi puede esperar de los que no vacilan en destruir hasta el santuario que recuerda siglos de nuestra libertad y de nuestra democracia (...).

Las afirmaciones del lendakari Aguirre fueron contestadas por la propaganda franquista, que atribuyó la destrucción de Guernica al propio Ejército vasco:

Son completamente falsas las noticias transmitidas por el ridículo presidente de la República de Euzkadi relativas al incendio provocado por las bombas de nuestros aviones en Guernica. Nuestros aviadores no han recibido ninguna orden de bombardear esa población. Los incendiarios son los que, el verano pasado, incendiaron Irún y ayer Éibar. En la imposibilidad de contener el avance de nuestras tropas, los rojos han destruido todo y acusan a los nacionalistas de hechos que no son más que la puesta en práctica de sus criminales designios.

¡Miente Aguirre! Miente vilmente. En primer término no hay aviación alemana ni extranjera en la España Nacional. Hay aviación española. Noble, heroica aviación española que lucha constantemente con aviones rojos que son rusos, franceses y conducen aviadores extranjeros. En segundo lugar, Guernica no ha sido incendiada por nosotros, la España de Franco no incendia. La tea incendiaria es monopolio de los incendiarios de Irún, de los que han incendiado Éibar, de los que trataron de quemar vivos a los defensores del alcázar de Toledo.

La acusación de los «nacionales» de que la destrucción de Guernica había sido obra de los propios republicanos fue rápidamente refutada por un testigo imparcial, el periodista británico George Steer, cuyas crónicas sobre el bombardeo de Guernica fueron publicadas por su diario The Times de Londres. Sin embargo, la versión oficial franquista se mantuvo durante toda la guerra y una vez terminada la guerra, por lo que el libro del George Steer no se publicó en España. Solo a finales de la dictadura franquista se reconoció la verdad, que la destrucción de Guernica fue realizada por las tropas que apoyaban a Franco. La primera alusión al bombardeo aéreo se produjo en la revista Ejército, en 1949, en el artículo de un jefe militar que había sido de los primeros en ocupar la villa. La confirmación oficiosa se publicó en el tomo "Vizcaya" de las monografías sobre la guerra civil del Servicio Histórico Militar. Este tomo se publicó en 1971.
La Iglesia católica, completamente alineada con el bando sublevado, se sumó a la negación de la autoría franquista y además justificó la matanza, a pesar de que el cardenal primado Isidro Gomá estaba perfectamente enterado de lo que había ocurrido en Guernica por la carta que le había enviado el canónigo Alberto Onaindía en la que calificaba el bombardeo como «crimen horrendo». En la carta de respuesta del cardenal Gomá a Onaindía le escribe: «Los pueblos pagan sus pactos con el mal y su protervia en mantenerlos». A continuación le dice: «Me permito responder a su angustiosa carta con un simple consejo: que se rinda Bilbao, que hoy no tiene más solución. Puede hacerlo con honor, como pudo hacerlo hace dos meses. Cualquiera que sea el bando autor de la destrucción de Guernica, es un terrible aviso para la gran ciudad».

### Importancia simbólica

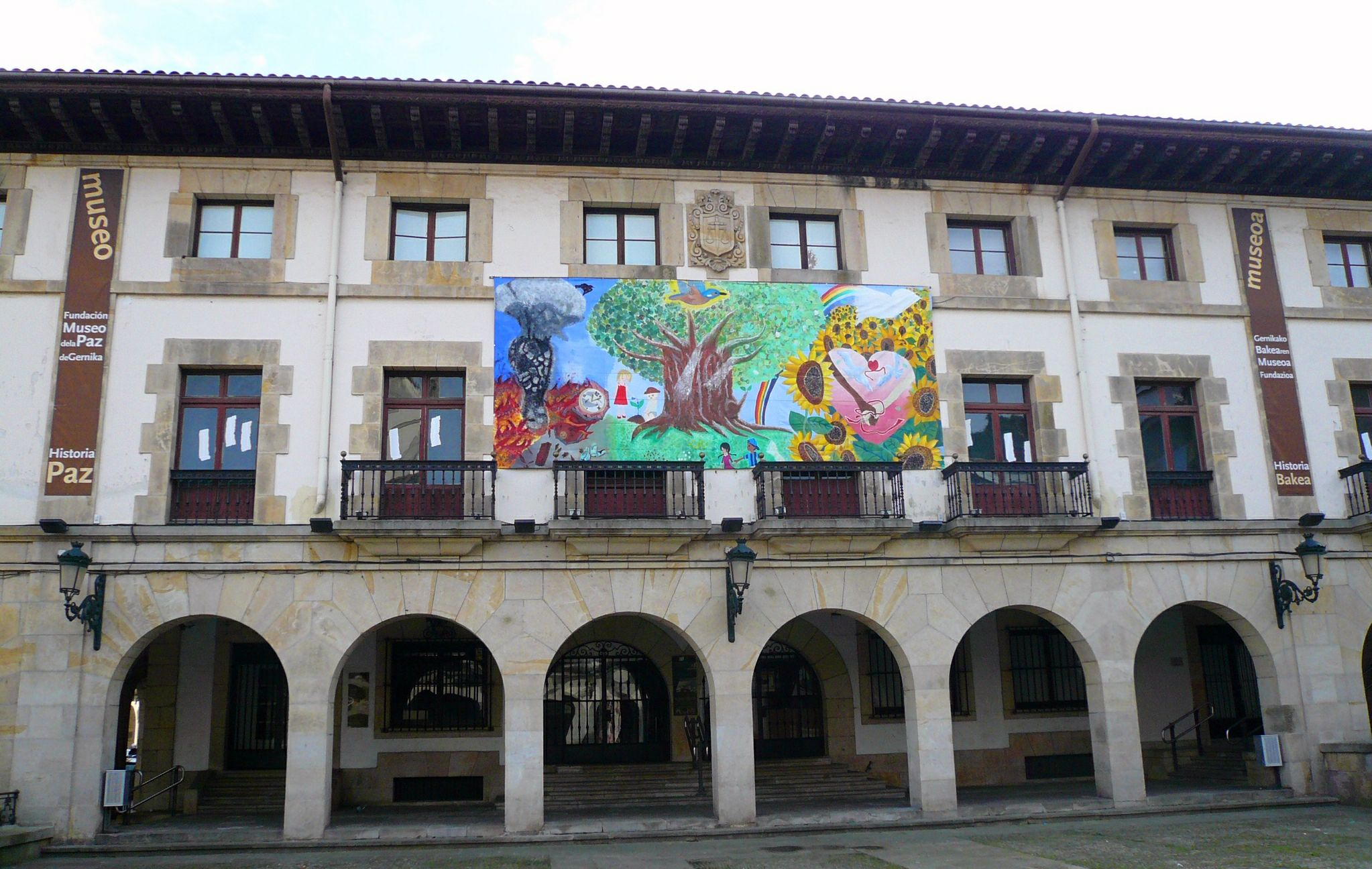
Museo de la Paz de Gernika

El bombardeo de Guernica se ha convertido en un símbolo de los horrores de la guerra para todo el mundo. El hecho tuvo un gran impacto en su época, inspirando a Pablo Picasso su más famoso cuadro, el Guernica, que pintó para que fuera expuesto en el pabellón de España en la Exposición Internacional de París de 1937, y al ilustre escritor Blas de Otero que escribió un poema del mismo nombre, como también la chilena y premio Nobel de Literatura Gabriela Mistral, que escribió un poema titulado Árbol de Guernica.
Las mismas tropas carlistas, que entraban ilusionadas en la villa retomada, recibieron un mazazo al comprobar el estado de la histórica villa y corrieron en busca del árbol donde se juraron los fueros. Este es uno de los motivos de que se intentara no desmoralizar a la tropa tradicionalista, para no perderla, y se levantara una cortina de humo con las distintas versiones para explicar lo ocurrido.[cita requerida]
La mera discusión de cifras sobre el bombardeo, desde el número de aviones que intervinieron, la cantidad de bombas que se lanzaron y otros aspectos del bombardeo, generan polémica, precisamente porque este hecho histórico fue utilizado con fines propagandísticos por ambos bandos desde su planeamiento hasta las controvertidas, divergentes y muchas veces interesadas versiones de su historia que se pueden leer hoy en día.[cita requerida]